# シナノ (スポーツ用品メーカー)
株式会社シナノ（SINANO Company）は、長野県佐久市岩村田に本社を置くスポーツ器具のメーカー。創業時よりスキーストックの製造・販売をし、現在では杖、トレッキングポール、ウォーキングポール、スノーボード、スキー・スノーボード用チューニングマシンの製造・販売、マリンスポーツ用品の輸入販売、FRP複合引抜材の製造を行う。

## 沿革
- 1919年（大正8年） - 信濃スキー製作所として上田市にて創業する。
- 1946年（昭和21年） - 信濃産業株式会社として会社設立。スキーポールの他木工製品を製造。
- 1957年（昭和32年） - 社名をシナノ産業株式会社に変更。工場及び事務所を現在の長野県佐久市に移す。
- 1968年（昭和43年） - 社名を株式会社シナノと改め、スキーポール・メーカーとしての一貫製造体制を整える。
- 1980年（昭和55年） - 米国フォンテーン社と技術提携し、スキーチューンナップ・システムの開発、販売を開始する。
- 1999年（平成11年） - 歩行杖のSGマーク工場認定を受け、本格的に歩行杖市場に参入する。
- 1999年（平成11年） - FRP複合引抜材プルトレンの製造を開始する。
- 2005年（平成17年） - トレッキング・ポールのSGマーク工場認定を受ける。
- 2005年（平成17年）10月 - 2005年度信州ブランドアワードに選ばれる。
- 2013年（平成25年）11月 - 経済産業省主催「製品安全対策優良企業表彰」にて、中小企業を対象にした製造事業者・輸入事業者部門の「商務流通保安審議官賞」受賞。
- 2015年（平成27年）11月 - 経済産業省主催「製品安全対策優良企業表彰」にて「商務流通保安審議官賞」を受賞。
- 2016年（平成28年）11月 - 「NAGANOものづくりエクセレンス2016」受賞。
- 2016年（平成28年）11月 - 2016年信州ブランドアワード「個別ブランド賞」受賞。
- 2017年（平成29年） - 経済産業省より「地域未来牽引企業」として選定。
- 2018年（平成30年） 3月 - 経済産業省中小企業庁より「はばたく中小企業・小規模事業者300社」として選定。
- 2019年（令和元年） - 会社創立100周年を迎え、記念復刻商品の発売、工場祭を行った。
- 2021年（令和3年） - キャンプ用品の製造販売開始。

## 主な製品

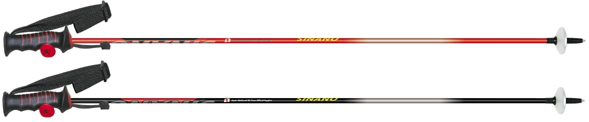
シナノのスキーポール

スキーポール（スキーストック)
創業以来の事業である。本格的なスキーヤーからファミリー・子供向け、クロスカントリー用まで幅広く揃う。ストラップに手を通さずに握れるグリップ「フィンガーホルダー」では特許を取得した。
歩行補助杖（ステッキ)
商標はKainos（カイノス）。握りやすいスリムネック、抗菌グリップ、高級志向の折りたたみ杖のGrandKainos（グランドカイノス）、また接地面にガラス繊維を配合した滑りにくい先ゴムなど、改良が続けられている。
登山杖（トレッキングポール、トレッキングステッキ）
商標はSun Trace（サントレース）。日本人向けの登山用ステッキを目指し、軽さと握りやすさを追求。登山用ステッキについて漫画形式で説明する図書『山とストックと私』も発刊している。
ウォーキングポール
ウォーキング（ノルディックウォーキング）専用ポール、商標はRevita（レビータ）。Re（復活） + Vita（生命・生き生きとした）を合わせている。整形外科の医師や信州大学の協力のもと開発された。両手にポールを持ってウォーキングすることで身体の左右のバランスが取れ、正しい姿勢で歩行できる。運動効果が高まることからメタボリックシンドロームやロコモティブ症候群の予防・改善のほか、転倒防止効果があるため歩行障害等のリハビリテーションにも使われ、各地の自治体で講習会も行われている。
トレランポール
トレイルランニング専用ストック。
キャンプ用品
火吹き棒、ハンガーラックなどアルミの加工技術を生かした新分野の商品製造を開始。

## 事業所
- 本社 - 長野県佐久市岩村田1104-1
- 店舗 - ステッキ工房シナノ有楽町店　東京都千代田区有楽町2-10-1東京交通会館B1F

　　- ステッキ工房シナノ吉祥寺店　東京都武蔵野市吉祥寺本町4-1-1